# John Dean Park
John Dean Park är en park i Kanada.   Den ligger i provinsen British Columbia, i den södra delen av landet, 3 600 km väster om huvudstaden Ottawa. John Dean Park ligger 300 meter över havet.
Terrängen runt John Dean Park är platt åt nordost, men åt sydväst är den kuperad. Havet är nära John Dean Park åt nordväst.Trakten är tätbefolkad. Närmaste större samhälle är Saanich, 9,0 km sydost om John Dean Park. 